# تركسالة
تِرْكَسَالة أو تِرْكَسَالي أو (نقحرة: تريكاسالي) (بالإيطالية: Trecasali)‏ هي بلدية في مقاطعة بارما في إقليم إميليا رومانيا الإيطالي.